# Air Bud 3 – Ein Hund für alle Bälle
Air Bud 3 – Ein Hund für alle Bälle (Originaltitel: Air Bud 3: World Pup bzw. Air Bud 3) ist ein US-amerikanisch-kanadischer Familienfilm aus dem Jahr 2000 unter der Regie von Bill Bannerman. Es ist der dritte Film der Air Bud-Reihe. Kevin Zegers ist wiederum in der Rolle des Josh Framm zu sehen. Nachdem Joshs treuer Golden Retriever „Buddy“ bereits im Basketball und American Football sehr erfolgreich war, wird er nun zum Fußball-Star.

## Handlung
Als Josh Framm sich in die neu in seine Klasse gekommene Austauschschülerin Emma Putter verliebt, setzt er alles daran, zusammen mit seinem Hund Buddy in die Fußballmannschaft seiner Schule aufgenommen zu werden, um beim gemeinsamen Training mehr Zeit mit Emma verbringen zu können. Buddy wiederum zeigt reges Interesse an Emmas Hündin Molly.
Die „Timberwolves“, so der Name der Fußballmannschaft, spielen sehr erfolgreich und erreichen dank Buddy auch das Endspiel. Der Versuch eines Coaches einer gegnerischen Mannschaft, die „Timberwolves“ disqualifizieren zu lassen, weil sie einen Hund in ihren Reihen haben, läuft ins Leere. Wie von Josh erhofft, kommen Emma und er sich während der gemeinsamen Zeit näher. Die Liebe zwischen Buddy und Molly wiederum hat dazu geführt, dass sechs kleine Hundebabys geboren werden. Als die Welpen kurz nach ihrer Geburt entführt werden, machen sich neben Josh und Buddy auch Emma und Joshs Schwester Andrea auf die Suche nach ihnen. Mit vereinten Kräften, und nachdem sie einige schwierige Situationen überstehen konnten, gelingt es ihnen, die kleinen Hunde vor einem ungewissen Schicksal zu bewahren und sie dorthin zurückzubringen, wo ihr Platz ist. Zum Ende hin wird die Lage brenzlig, weil das Endspiel im Fußball unmittelbar bevorsteht und die Chancen der „Timberwolves“ ohne ihren Star Buddy ungleich schlechter sind.
Sozusagen im letzten Moment, können Buddy, Josh und Emma im Endspiel doch noch alles zum Guten wenden.

## Produktion und Veröffentlichung
Produziert wurde der Film von Air Bud/Téléfilm Canada. Es war die erste Verfilmung der Reihe, die direkt für den Video- bzw. DVD-Markt produziert wurde. Air Bud 3 erschien als Erstaufführung für den deutschen Markt am 1. Januar 2002 auf DVD, herausgegeben von Euro Video.
Veröffentlichungen
- USA: 12. Dezember 2000 (Air Bud 3: World Pup bzw. Air Bud 3, Arbeitstitel: Air Bud: The Next Generation)
- Spanien: 29. Juni 2001 (Los cachorros de Buddy)
- Argentinien: 11. Juli 2001
- Italien: 27. Juli 2001
- Kuwait: 2. April 2002
- Norwegen: 9. August 2002
- Deutschland: 21. September 2002 (Fernseh-Premiere bei RTL II)
- Ägypten: 25. September 2002
- Serbien: 1. März 2003 (auf dem Belgrader Film-Festival, Titel: Badi, svetski prvak)
- Niederlande: 18. März 2003
- Schweden: 31. Oktober 2005 (Fernseh-Premiere, Titel: Air Bud – Fotbollsfarsan)
- Kanada (französischer Titel): Tobby III: Le chien étoile
- Frankreich: Air Bud 3
- Polen: Bud – Pies na gole
- Russland: Король воздуха: лига чемпионов

## Kritik
Das Lexikon des internationalen Films konnte dem Film lediglich abgewinnen, dass er „immerhin aber kinderfreundlichen Unterhaltungswert“ besitze. Ansonsten befand man, dass die Verfilmung im altbackenen Disney-Stil die Vermenschlichung von Tieren vorantreibe und nur über bescheidenen […] Unterhaltungswert verfüge.
Bei Cinema.de war die Kritik nicht nur in der Formulierung abwertend: „Erst spielte der Köter Basketball, dann Football, jetzt ‘Soccer’. Hoffentlich kickt er sich nicht auch noch ins Rugby-Team! Fazit: Gebelle um Bälle, kaum neue Einfälle.“

## Fortsetzungen
Der erste Film der Reihe Air Bud – Champion auf vier Pfoten entstand 1997. Kevin Zegers verkörperte dort, wie auch in den folgenden Filmen, die Rolle des Josh Framm. Im ersten Film drehte sich alles um Basketball. 1998 wurde mit Air Bud 2, auch bekannt als Air Bud 2 – Golden Receiver, eine erste Fortsetzung inszeniert, in der Football im sportlichen Zentrum stand.
Mit Air Bud 4 – Mit Baseball bellt sich’s besser (2002) und Air Bud 5 – Vier Pfoten schlagen auf (2003) entstanden zwei weitere Fortsetzungen, die direkt für den Video- bzw. DVD-Markt produziert wurden.
2006 wurde mit dem Film Air Buddies – Die Welpen sind los eine Spin-off-Filmreihe ins Leben gerufen, die bisher insgesamt acht Teile umfasst: Snow Buddies – Abenteuer in Alaska (2008), Space Buddies – Mission im Weltraum (2009), Santa Buddies – Auf der Suche nach Santa Pfote (2009), Spooky Buddies – Der Fluch des Hallowuff-Hunds (2011) und Treasure Buddies – Schatzschnüffler in Ägypten (2012) sowie Super Buddies (2013).
Zusätzlich gab es 2010 noch Santa Pfotes großes Weihnachtsabenteuer, ein Prequel zu Santa Buddies – Auf der Suche nach Santa Pfote. 2012 folgte die Fortsetzung Santa Pfote 2 – Die Weihnachts-Welpen.